# Belmontas
Belmontas (polsk: Belmont) er et restaurationskompleks og et udsigtspunkt i Pavilniai regionalpark ved bredden af floden Vilnia (litauisk: Vilnelė) i Naujoji Vilnia seniūnija 6 km øst for Vilnius' centrum, Litauen.

## Floden Vilnia, industriens vugge
Floden Vilnia var vugge for håndværk og industri omkring Vilnius. Her oprettedes de første værksteder, møller, og andre tidlige industrier. Møller i floddalen nævnes så tidligt som 1300-tallet. Møllen ved Belmontas, der oprettedes i 1536 var et vigtigt produktionssted. I 1883 byggedes en fireetagers møllebygning. Møllen blev udvidet løbende under forskellige ejere og var i drift indtil efter 2. verdenskrig.

## de Vims mølle
I dokumenterne fra 1838-1847 omtales at franskmanden Carol de Vim ansøger om tilladelse til oprettelse af en kro på Leoniškės familiens ejendom. Da han fik afslag byggede han i stedet en vandmølle på stedet. I forbindelse med møllen opbyggede han et kompleks med værksted, arbejderboliger, udhus, og mellager.
Belmontas møllen kaldes også den franske mølle efter dets franske grundlægger. Møllen blev brugt til maling af mel til slutningen af sidste århundrede. Efterfølgende ejere forfinede vandforsyningssystemet. Systemet bestod af en betondæmning der dæmmede floden Vilnia op i en dam, en 200 m lang kanal for indgående og udgående vand, og sluser til at regulere vandet.
Ved dæmningen er der opstået et vandfald, og stedet kaldes ofte Belmontas vandfald.

## Møllen renoveres
Indtil 2002 forfaldt det store flere hundrede år gamle møllekompleks, siden er det ombygget til "Belmontas Fritids og Underholdnings Center" med 12 restauranter.
Det omkringliggende område er utroligt smukt og vandmøllen, med et af de største vandhjul i Litauen, hele industrikomplekslet er restaureret med stor respekt for det historiske sted. En række restauranter både indendørs og udendørs er indrettet i overensstemmelse med den litauiske møbelstil fra 1800-tallet.
Kanalerne, broerne og dæmningen er restaureret og lidt længere oppe af Vilnia kan floden krydses på en hængebro over til udsigtspunktet Belmont.